# Arrondissement di Vervins
L'arrondissement di Vervins è un arrondissement dipartimentale della Francia situato nel dipartimento dell'Aisne, nella regione dell'Alta Francia.

## Storia
Fu creato nel 1800, sulla base dei preesistenti distretti.

## Composizione

### Cantoni
L'arrondissement è composto da 130 comuni raggruppati in 8 cantoni:
1. cantone di Aubenton
2. cantone di La Capelle
3. cantone di Guise
4. cantone di Hirson
5. cantone di Le Nouvion-en-Thiérache
6. cantone di Sains-Richaumont
7. cantone di Vervins
8. cantone di Wassigny

### Comuni
I comuni dell'arrondissement di Vervins sono:
| 1. Aisonville-et-Bernoville (02006) | 2. Any-Martin-Rieux (02020)           | 3. Aubenton (02031)                       | 4. Audigny (02035)                         |
| 5. Autreppes (02040)                | 6. Bancigny (02044)                   | 7. Barzy-en-Thiérache (02050)             | 8. Beaumé (02055)                          |
| 9. Bergues-sur-Sambre (02067)       | 10. Berlancourt (02068)               | 11. Bernot (02070)                        | 12. Besmont (02079)                        |
| 13. Boué (02103)                    | 14. Braye-en-Thiérache (02116)        | 15. Bucilly (02130)                       | 16. Buire (02134)                          |
| 17. Buironfosse (02135)             | 18. Burelles (02136)                  | 19. Chevennes (02182)                     | 20. Chigny (02188)                         |
| 21. Clairfontaine (02197)           | 22. Coingt (02204)                    | 23. Colonfay (02206)                      | 24. Crupilly (02244)                       |
| 25. Dorengt (02269)                 | 26. Effry (02275)                     | 27. Englancourt (02276)                   | 28. Erloy (02284)                          |
| 29. Esquéhéries (02286)             | 30. Fesmy-le-Sart (02308)             | 31. Flavigny-le-Grand-et-Beaurain (02313) | 32. Fontaine-lès-Vervins (02321)           |
| 33. Fontenelle (02324)              | 34. Franqueville (02331)              | 35. Froidestrées (02337)                  | 36. Gercy (02341)                          |
| 37. Gergny (02342)                  | 38. Grand-Verly (02783)               | 39. Gronard (02357)                       | 40. Grougis (02358)                        |
| 41. Guise (02361)                   | 42. Hannapes (02366)                  | 43. Harcigny (02369)                      | 44. Hary (02373)                           |
| 45. Hauteville (02376)              | 46. Haution (02377)                   | 47. Hirson (02381)                        | 48. Houry (02384)                          |
| 49. Housset (02385)                 | 50. Iron (02386)                      | 51. Iviers (02388)                        | 52. Jeantes (02391)                        |
| 53. La Bouteille (02109)            | 54. La Capelle (02141)                | 55. La Flamengrie (Aisne) (02312)         | 56. La Hérie (02378)                       |
| 57. La Neuville-Housset (02547)     | 58. La Neuville-lès-Dorengt (02548)   | 59. La Vallée-Mulâtre (02760)             | 60. La Vallée-au-Blé (02759)               |
| 61. Laigny (02401)                  | 62. Landifay-et-Bertaignemont (02403) | 63. Landouzy-la-Cour (02404)              | 64. Landouzy-la-Ville (02405)              |
| 65. Lavaqueresse (02414)            | 66. Le Hérie-la-Viéville (02379)      | 67. Le Nouvion-en-Thiérache (02558)       | 68. Le Sourd (02731)                       |
| 69. Lemé (02416)                    | 70. Lerzy (02418)                     | 71. Leschelle (02419)                     | 72. Lesquielles-Saint-Germain (02422)      |
| 73. Leuze (02425)                   | 74. Logny-lès-Aubenton (02435)        | 75. Lugny (02444)                         | 76. Luzoir (02445)                         |
| 77. Macquigny (02450)               | 78. Malzy (02455)                     | 79. Marfontaine (02463)                   | 80. Marly-Gomont (02469)                   |
| 81. Martigny (02470)                | 82. Mennevret (02476)                 | 83. Molain (02488)                        | 84. Monceau-le-Neuf-et-Faucouzy (02491)    |
| 85. Monceau-sur-Oise (02494)        | 86. Mondrepuis (02495)                | 87. Mont-Saint-Jean (02522)               | 88. Nampcelles-la-Cour (02535)             |
| 89. Neuve-Maison (02544)            | 90. Noyales (02563)                   | 91. Ohis (02567)                          | 92. Oisy (02569)                           |
| 93. Origny-en-Thiérache (02574)     | 94. Papleux (02584)                   | 95. Petit-Verly (02784)                   | 96. Plomion (02608)                        |
| 97. Prisces (02623)                 | 98. Proisy (02624)                    | 99. Proix (02625)                         | 100. Puisieux-et-Clanlieu (02629)          |
| 101. Ribeauville (02647)            | 102. Rocquigny (02650)                | 103. Rogny (02652)                        | 104. Romery (02654)                        |
| 105. Rougeries (02657)              | 106. Sains-Richaumont (02668)         | 107. Saint-Algis (02670)                  | 108. Saint-Clément (02674)                 |
| 109. Saint-Gobert (02681)           | 110. Saint-Martin-Rivière (02683)     | 111. Saint-Michel (02684)                 | 112. Saint-Pierre-lès-Franqueville (02688) |
| 113. Sommeron (02725)               | 114. Sorbais (02728)                  | 115. Thenailles (02740)                   | 116. Tupigny (02753)                       |
| 117. Vadencourt (02757)             | 118. Vaux-Andigny (02769)             | 119. Vervins (02789)                      | 120. Villers-lès-Guise (02814)             |
| 121. Voharies (02823)               | 122. Voulpaix (02826)                 | 123. Vénérolles (02779)                   | 124. Wassigny (02830)                      |
| 125. Watigny (02831)                | 126. Wimy (02833)                     | 127. Wiège-Faty (02832)                   | 128. Éparcy (02278)                        |
| 129. Étreux (02298)                 | 130. Étréaupont (02295)               |                                           |                                            |